# Spiniflabellum spinosum
Spiniflabellum spinosum is een mosdiertjessoort uit de familie van de Cribrilinidae. De wetenschappelijke naam van de soort is, als Gephyrotes spinosa, voor het eerst geldig gepubliceerd in 1928 door Ferdinand Canu en Ray Smith Bassler.